# Jorinde van Klinkenová
Jorinde van Klinkenová (* 2. února 2000) je nizozemská atletka, která se specializuje na hod diskem a vrh koulí. Z obou disciplín je držitelkou tří medailí ze seniorského mistrovství Evropy z let 2022 a 2024.

## Osobní rekordy

### Hala
- vrh koulí – 19,57 m – 11. února 2023, Albuquerque, NR

### Dráha
- vrh koulí – 19,05 m – 26. srpna 2023, Budapešť
- hod diskem – 70,22 m – 23. května 2021, Tucson, NR